# Plan de mobilité
En France, le plan de mobilité (PDM ou PdM) est un document dont le régime juridique est prévu aux articles L. 1214-1 à L. 1214-38 du Code des transports. Il remplace le Plan de déplacements urbains depuis le 1er janvier 2021 tel que cela est organisé par la Loi d'orientation des mobilités (LOM) no 2019-1428 du 24 décembre 2019.
Le plan de mobilité a pour objectif de déterminer les principes régissant l'organisation de la mobilité des personnes et du transport des marchandises, la circulation et le stationnement dans le ressort territorial de l'autorité organisatrice de la mobilité (AOM).

## Vie du document
Les plans de mobilité ont été imaginés afin de développer l’usage de moyens de déplacements plus durables et donc les moins polluants. Cependant, leur contenu prolongeant celui des plans de déplacements urbains évolue au fil des lois pour intégrer de nouveaux enjeux. 

### Élaboration
Il est obligatoire pour les autorités organisatrices de la mobilité (AOM) dont le périmètre est inclus dans les agglomérations de plus de 100 000 habitants. Dans le cas où l'AOM est une communauté de communes ou bien s'il s'agit de la région, le PDM n'est jamais obligatoire, il est alors basé sur le volontariat.
Une fois arrêté par l'organe délibérant de l'AOM, il est soumis pour avis aux conseils municipaux, départementaux et régionaux ainsi qu'aux AOM limitrophes et aux autorités administratives de l’État. Il est en dernier lieu soumis à enquête publique avant d'être approuvé.

### Contenu
Le contenu du plan de mobilité doit offrir un ensemble de solutions, de politiques publiques et d'actions pour permettre de diminuer les émissions de gaz à effet de serre liées aux transports tout en luttant contre la pollution de l'air, la pollution sonore et en assurant la préservation de la biodiversité. 
Son contenu est librement défini par l'organe délibérant dans le respect des objectifs qui lui sont imposés et des dispositions plus précises du code des transports. 
Ce plan est ainsi centré sur la mobilité des personnes. A ce titre, il doit par exemple définir un schéma structurant cyclable et piéton et favoriser la recharge des véhicules électriques. 

### Objectifs
Le plan de mobilité dispose de plusieurs objectifs, au nombre de onze, mentionnés à l’article L1214-2 du Code des transports. Parmi ces derniers, figurent la nécessité de respecter un partage équitable de la voirie face aux différents modes de transport. Un objectif de sécurité des piétons et des cyclistes est posé par la loi de 2019 et modifié par loi Climat-Résilience no 2021-1104 du 22 août 2021. L’un des objectifs principaux du plan de mobilité est d’inciter les automobilistes à utiliser différents modes de transports en commun.
La loi Climat-Résilience est venue compléter les objectifs des PDM en ajoutant l'organisation de parkings relais à proximité des gares et des entrées de ville,.

### Modification
Le plan de mobilité est évalué tous les 5 ans et révisé. 
Si l'élaboration est similaire à celle qui était prévue pour les plans de déplacements urbains, le plan de mobilité permet quant à lui une modification simplifiée évitant une révision complète. Elle est possible lorsque les modifications concernent le stationnement, la circulation et l'usage partagé de la voirie dans la mesure où elles ne portent pas atteinte à l'économie générale du plan.

## Relations avec les autres documents

### Documents que le plan de mobilité doit respecter
Le plan de mobilité doit être compatible avec :
- La planification régionale de l'intermodalité ;
- Les orientations des schémas de cohérence territoriale (SCoT) ;
- Les orientations des directives territoriales d'aménagement (DTA) ;
- Les orientations des schémas de secteur ;
- Les objectifs de chaque polluant du plan de protection de l'atmosphère (PPA) ;
- Le schéma d'aménagement régional (SAR) ;
- Le plan climat-air-énergie territorial (PCAET) lorsque son périmètre et au moins égal à celui de l'autorité organisatrice de la mobilité ;
- Les règles générales du fascicule du schéma régional d'aménagement, de développement durable et d'égalité des territoires (SRADDET) en l'absence de SCoT[14].

Le plan de mobilité doit prendre en compte les objectifs du SRADDET en l'absence de SCoT.
Si le PCAET ou le SRADDET sont adoptés après le plan de mobilité, ces rapports de normes ne s'imposent qu'à partir de leur révision,.

### Documents qui doivent respecter le plan de mobilité
Les plans locaux d'urbanisme, les documents en tenant lieux ainsi que les cartes communales doivent être compatibles avec le plan de mobilité. 

### Décisions qui doivent respecter le plan de mobilité
Plusieurs décisions prises par des autorités publiques doivent être compatibles avec le plan de mobilité. Il s'agit d'une part des actes pris en matière de police du stationnement et ceux relatifs à la gestion du domaine public routier. II s'agit d'autre part des décisions prises par les autorités chargées de la voirie et de la police de la circulation lorsqu'elles ont des effets sur les déplacements.
Ces dispositions limitent dans une certaine mesure la liberté des autorités locales de police. Toutefois, cette relation de compatibilité ne s'applique pas aux plans de mobilité simplifiés (PdMS). 

## Formes spécifiques

### Plan local d'urbanisme intercommunal tenant lieu de plan de mobilité
Seul le plan local d'urbanisme intercommunal (PLUi) - et non le simple PLU - peut tenir lieu de plan de mobilité puisque leur champ d'application doit correspondre. Pour que cela soit possible, il faut que l'intercommunalité soit AOM.
Cette intégration du plan de mobilité au PLUi passe par l'intermédiaire d'orientations d'aménagement et de programmation (OAP). Cependant, s'il s'agit de l'initiative d'une communauté de communes ou bien d'un établissement public de coopération intercommunal (EPCI) qui n'est pas  soumis à l'obligation d'élaborer un PDM, un plan d'orientations et d'actions (POA) sera suffisant, les OAP devant facultatives.
Il apparaît toutefois que certains éléments présents dans le PDM ne sont pas repris lors de l'élaboration d'un PLUi valant PDM : le calendrier des mesures ou l'étude des modalités de son financement par exemple, ne sont pas inclus. On ne peut pas déduire que les PDM ont la même valeur juridique que les PLUi qui les portent, ce qui peut expliquer ce caractère allégé.

### Plan de mobilité simplifié
La loi d’orientation des mobilités (LOM) a permis la mise en œuvre d’une planification au niveau local par le biais de deux outils complémentaires que sont le plan de mobilité et le plan de mobilité simplifiée (PdMS ou PDMs). Ce PdMS vient remplacer le plan de mobilité rurale (PMRu).
Le PdMS, qui n’est pas obligatoire, permet à une AOM (autorité organisatrice de la mobilité) de mettre en place une stratégie de mobilité adaptée aux enjeux locaux des villes moyennes et espaces ruraux. 
En ce qui concerne leur élaboration l’initiative appartient à une AOM qui peut être la région lorsqu’elle est AOM locale, l’EPCI de SCoT ou encore le syndicat de SCoT avec l’accord des AOM du territoire, qu'il s'agisse d'AOM locales ou de la région en tant qu’AOM locale par substitution. 
La procédure implique une participation du public une fois le projet de plan élaboré et les avis nécessaires recueillis : conseils municipaux, départementaux et régionaux, comité de massif, AOM limitrophes.
Une étude du 15 juillet 2021 a pu constater que 53% des communautés de communes sont AOM locales et exercent la compétence mobilité alors que seulement 5% l'étaient avant le 1er janvier 2021.

### Plan de mobilité employeur
Le plan de mobilité employeur (PDME), anciennement plan de déplacement d’entreprise (PDE), est devenu obligatoire depuis le 1er janvier 2020 en vertu de la loi d’orientation des mobilités (LOM) pour les entreprises de plus de 100 salariés. Quant aux autres, elles peuvent en effectuer sur la base du volontariat,.
Après un diagnostic de l’offre de transport existante sur le lieu d’implantation de l’entreprise et autour pour les déplacements du domicile au travail, le plan aura pour objectif de favoriser les modes de transports doux (vélo, transports en commun...). Les actions prévues par le plan devront permettre d’optimiser les déplacements des salariés (encourager les transports publics en revoyant l’offre de dessertes par la prise en charge des titres de transport par l'entreprise, revoir les accès à l'entreprise…),. 
Sa création requiert 6 à 12 mois et après adoption, le plan devra être ensuite transmis à une AOM. 
Cette obligation pour les entreprises de se doter d’un PDME est relative puisque aucune sanction n’est prévue en cas de non-respect. Le risque étant que l’entreprise qui ne respecte pas l’obligation puisse perdre le soutien financier de l’Agence de l'Environnement et de la maîtrise de l'énergie (ADEME). 
À noter que les entreprises situées sur un même site peuvent établir un plan de mobilité commun.

### Plan de mobilité Ile-de-France
Un régime particulier s'applique en Ile-de-France où l'établissement d'un PDM couvrant l'intégralité du territoire est obligatoire. Sa vocation générale ne diffère pas des autres PDM, cependant, les schémas de cohérence territoriale (SCoT) doivent être compatibles avec le PDM Ile-de-France, ce qui n'est pas le cas pour les autres PDM.
Le plan de mobilité Ile-de France (PDMif) est complété par des plans locaux de mobilité plus détaillés. 